# 1262
Évszázadok: 12. század – 13. század – 14. század
Évtizedek: 1210-es évek – 1220-as évek – 1230-as évek – 1240-es évek – 1250-es évek – 1260-as évek – 1270-es évek – 1280-as évek – 1290-es évek – 1300-as évek – 1310-es évek
Évek: 1257 – 1258 – 1259 – 1260 –  1261 – 1262 – 1263 – 1264 – 1265 – 1266 – 1267

## Események

### Határozott dátumú események
- december 1. – Türje nembeli Szentgróti Fülöp esztergomi érsek kerül a királyi kancellária élére.[1]

### Határozatlan dátumú események
- az év folyamán –
  - IV. Béla király István helyett másik fiát Bélát akarja utódául megtenni, erre István fegyverrel támad apjára és Pozsonynál megveri a királyi sereget. A király kénytelen őt megerősíteni tartományai, Erdély és Moldva birtokában.
  - Strasbourg szabad birodalmi városi jogokat kap.
  - A Viscontik lesznek Milánó urai.
  - Az izlandi törzsfők hűséget esküsznek a norvég királynak, ez Izland önállóságának végét jelenti.
  - Szentgróti Fülöp zágrábi püspök kerül az esztergomi érseki székbe.

## Születések
- IV. László magyar király († 1290)

## Halálozások
- április 22. – Boldog Assisi Egyed, Assisi Szent Ferenc társa, ferences szerzetes (* 1190 körül)
- július 14. – Richard de Clare, angol nemes Hertford és Gloucester grófja (* 1222)

Bizonytalan dátum
- Matilda, Boulogne hercegnője, III. Alfonz portugál király felesége (* 1202)